# Cosmia grisea
Cosmia grisea là một loài bướm đêm trong họ Noctuidae.